# Iva Ondřejová
Iva Ondřejová (16. dubna 1945 – 12. prosince 2016) byla česká klasická archeoložka a odbornice na antický šperk, architekturu a antické umění.

## Odborné vzdělání a zaměstnání
V letech 1964–1969 vystudovala klasickou archeologii a filozofii na Filozofické fakultě Univerzity Karlovy, od roku 1970 působila na tehdejší Katedře věd o antickém starověku jako asistentka, od roku 1974 jako odborná asistentka. Titul PhDr. získala v roce 1972, hodnost CSc. jí byla udělena roku 1989. V roce 1994 byla po úspěšné habilitaci jmenována docentkou pro obor Klasická archeologie; po osamostatnění ústavu byla zástupkyní ředitele a v letech 2000–2010 ředitelkou Ústavu pro klasickou archeologii, poté zástupkyní ředitele. Přednášela a vedla semináře z antické architektury, archeologie a umění archaického a klasického Řecka, archeologie Říma, vedla kurzy starověkého umění pro obory dějiny umění a klasickou filologii. Byla členkou oborové rady klasické archeologie.

## Oblast zájmu a výzkum
Hlavní oblastí zájmu se pro ni stal antický šperk. Publikovala katalogy šperků v českých sbírkách a práce o špercích severního Řecka a Černomoří. Zajímala se o vztahy antického šperkařství ke šperkařství střední Evropy v době halštatské, laténské a římské. Napsala práci o antických řezaných kamenech ze sbírek Národního muzea v Praze, expertizy antických gem z tzv. Trevírského plenáře a relikviáře sv. Maura. Je spoluautorkou publikací o výzkumech v Kýmé a na ostrově Samothráké a podílela se na přípravě odborných katalogů, zejména pro výstavy v Galerii antického umění v Hostinném a v Muzeu antického sochařství a architektury v Litomyšli.

## Výběr z hlavních publikací
- 1975 Les bijoux antiques du Pont Euxin Septentrional (Starověké šperky severního Černomoří)
- 1989 Periklovo Řecko (s Janem Bouzkem)
- 1997 Úvod do klasické archeologie (s Janem Bouzkem a Jiřím Musilem)
- 2004 Řecké umění
- 2006 Historie sběratelství antických památek v českých zemích (ve spolupráci s Marií Dufkovou)
- 2014 Římské umění (s Janem Bouzkem a Pavlem Titzem)